# Irja Koskinen
Irja Elvira Koskinen, född 28 juli 1911 i Helsingfors, död där 31 mars 1978, var en finländsk balettdansös och skådespelerska..

## Biografi
Koskinen var balettdansös och koreograf vid Finlands nationalopera. Hon dansade vid teatern mellan 1931 och 1957, och var från 1935 premiärdansös. År 1953 grundade hon en egen dansskola. År 1948 tilldelades hon Pro Finlandia-medaljen för sin konstnärliga insats.
Hon var gift med dansaren Klaus Salin, med vilken hon fick sonen Timo Salin (1949–1969), även hans dansare.

## Filmografi

### Skådespelare
- 1939 – Aktivister - masurkadansare
- 1939 – Toffelhjältar - dansare
- 1941 – Ryhmy och Romppainen - dansare
- 1952 – Oss konstnärer sinsemellan - komisk dansare

## Koreografi

### Koreograf
- 1951 – Bolero
- 1954 – Pessi ja Illusia
- 1955 – Scaramouche